# بين ماير (عالم فلك)
بين ماير (بالإنجليزية: Ben Mayer)‏ هو عالم فلك أمريكي، ولد في 1925، وتوفي في 2000.